# Кшиштоф Дзержек
Кшиштоф Дзержек з герба Нечуя (пол. Krzysztof Dzierżek herbu Nieczuja; XVI ст. — XVII ст.) — дипломатичний представник Речі Посполитої в Османській імперії у 1577—1578, 1587 та 1591 роках. Польський перекладач із східних мов.